# Akemi Taniguchi
Akemi Taniguchi (jap. 谷口 明見, Taniguchi Akemi; * 8. Juli 1937 in Sapporo, Präfektur Hokkaidō) ist ein ehemaliger japanischer Nordischer Kombinierer. Er nahm an drei Olympischen Winterspielen teil und gewann auf nationaler Ebene mehrere Meistertitel.

## Werdegang
Taniguchi, der der japanischen Staatsbahn in der Präfektur Hokkaidō angehörte, trat international erstmals bei den Olympischen Winterspielen 1960 in Squaw Valley in Erscheinung, als er den 24. Platz in der Nordischen Kombination belegte. Darüber hinaus wurde er gemeinsam mit Takashi Matsuhashi, Kazuo Satō und Eiji Kurita Zehnter in der 4×10 km-Skilanglaufstaffel. Bei den japanischen Meisterschaften 1962 im heimischen Sapporo gewann Taniguchi seinen ersten Meistertitel in der Nordischen Kombination. Anfang Februar 1963 gewann Taniguchi den vorolympischen Sprungwettkampf von der neuen Toni-Seelos-Olympiaschanze in Seefeld in Tirol. Tags darauf gewann er bei einem schwachen Teilnehmerfeld auch den vorolympischen Wettkampf von der Bergiselschanze in Innsbruck. Im Winter 1963/64 trat er an mehreren internationalen Wettkämpfen an und wurde beispielsweise im schweizerischen Le Brassus Ende Januar Achter. Bei den Olympischen Winterspielen 1964 in Innsbruck konnte er daran nicht anknüpfen und erreichte lediglich Rang 31 in der Nordischen Kombination. Wenige Wochen später nahm er an der internationalen Skiflugwoche in Oberstdorf teil, wo er seine persönliche Bestweite von 96 Metern aufstellte.
Im Frühjahr 1965 wurde Taniguchi zum zweiten Mal japanischer Meister in der Nordischen Kombination. Bei den Nordischen Skiweltmeisterschaften 1966 in Oslo sprang er im Kombinationssprunglauf auf den vierten Rang, verlor aber im Langlauf einige Punkte und belegte schließlich den 15. Platz. Bei den japanischen nordischen Skimeisterschaften 1967 wurde Tanguichi japanischer Skisprungmeister von der Normalschanze und konnte darüber hinaus auch den Kombinationswettkampf für sich entscheiden. 1968 nahm er in Grenoble zum dritten Mal an Olympischen Winterspielen teil. Wie schon bei den Weltmeisterschaften im Vorjahr ging er nach dem Sprungdurchgang als Vierter aussichtsreich auf die Loipe, fiel jedoch mit der 39. Laufzeit noch auf Rang 23 zurück. Nach der Saison trat er bei keinen weiteren internationalen Wettkämpfen mehr an.

## Platzierungen bei Olympischen Winterspielen
| Jahr und Ort      | Wettbewerb | Wettbewerb | Wettbewerb |
| Jahr und Ort      | Einzel NK  | Staffel SL |            |
| ----------------- | ---------- | ---------- | ---------- |
| 1960 Squaw Valley | 24.        | 10.        |            |
| 1964 Innsbruck    | 31.        | –          |            |
| 1968 Grenoble     | 23.        | –          |            |